# Happy end (film)
Happy End je československý komediální film Oldřicha Lipského z roku 1966 využívající experimentální postupy. Film je natočen pozpátku – začíná popravou hlavního hrdiny a vypravěče Bedřicha (který ji ovšem popisuje jako svoje narození) a končí jeho porodem (pro Bedřicha smrtí).

## Obsazení
| Vladimír Menšík        | řezník Bedřich Frydrych |
| Jaroslava Obermaierová | Julie                   |
| Josef Abrhám           | Ptáček                  |
| Bohuš Záhorský         | tchán                   |
| Stella Zázvorková      | tchyně                  |

## Příběh
Pro Happy End není ani tak důležitý sám životní příběh řezníka Frydrycha, jako způsob, jakým je podán. Film je celý natočen pozpátku, a to včetně dialogů. Hlavní hrdina a vypravěč Bedřich Frydrych se tak tedy po narození (poprava na gilotině) a dětství stráveném v lyceu (vězení) pouští do světa a rychle se ožení – sestaví si z několika dílů vlastní manželku (rozčtvrcenou Julii).
Ve světě tohoto filmu se svět pohybuje opačným směrem než ten náš. Dialogům rozumíme, ale z našeho pohledu jdou repliky v opačném pořadí a vytvářejí tak místy čistě komediální situace, jindy pouze drobné dadaistické hříčky.

## Produkce
Snímek natočil režisér Lipský po úspěchu předchozího snímku Limonádový Joe aneb Koňská opera. Původním záměrem bylo natočit komedii v mezinárodní produkci na exkluzivních lokacích (Capri, Mallorca, Alpy), z té nakonec sešlo. Společně s Milošem Macourkem se rozhodli připravit scénář filmu, který se odehrává – a je také natáčen – pozpátku.

## Recepce

### Kritické ohlasy
Kritik Jan Žalman uvádí, že „Macourkova černá hříčka mu umožnila dostat se z běžného veseloherního manýrismu, zakoketovat si s morbiditou, jarmarečností a vyjádřit se způsobem aspoň svou ‚jinakostí‘ bližším temperatuře šedesátých let. Nic víc.“

### Kulturní odkazy
Princip reverzibilního vyprávění byl použit mimo jiné ve filmech jako Mentolky (2000), Zvrácený (2002), 5x2 (2004) nebo Tenet (2020).